# Westerkerk (Rotterdam)
Westerkerk (holandská výslovnost: [ʋɛstərkɛrk]; anglicky: Western Church) byl protestantský kostel na Kruiskade v Rotterdamu v Nizozemsku dokončený v roce 1870 a zničený bombardováním Rotterdamu v květnu 1940.
Westerkerk byl navržen architektem J. A. Jurriaansem v eklektickém mixu stylů. Věž byla novogotická, přední a boční stěny novorománské a interiér se odkazoval na protestantské kostely ze 17. století.
Stavba byla plně hrazena samotnou nizozemskou reformovanou církví. 28. prosince 1867 začalo zadávání veřejných zakázek. 12. června 1868 byl položen první kámen a přesně o dva roky později, na první letnice 1870, byl kostel otevřen. Pastor Rev. W.Th. z Griethuysenu během bohoslužby citoval text z Matouše 21 verš 13: „Je psáno: Můj dům bude zván modlitebním domem.“
Během bombardování Rotterdamu v roce 1940 byl kostel silně poškozen. V roce 1960 nahradil Westerkerk a Zuiderkerk v Glashavenu kostel Sv. Pavla na Mauritswegu.